# Jerzy Trojan
Jerzy Trojan (ur. 8 czerwca 1937 w Warszawie) – polski reżyser oraz aktor filmowy.

## Życiorys
Był synem Mariana Trojana - aktora teatralnego i filmowego. Ukończył studia na Wydziale Aktorskim Państwowej Wyższej Szkoły Teatralnej w Warszawie (1960) oraz Wydział Operatorski Państwowej Wyższej Szkoły Teatralnej i Filmowej w Łodzi (1966). W latach 1960–1962 był aktorem Teatru Klasycznego w Warszawie. Jako filmowiec przez wiele lat związany zawodowo z Przedsiębiorstwem Realizacji Filmów "Zespoły Filmowe". Realizował także filmy dokumentalne. Był członkiem Stowarzyszenia Filmowców Polskich.

## Filmografia
- Pingwin (1964) - obsada aktorska (student)
- Piekło i niebo (1966) - współpraca reżyserska
- Westerplatte (1967) - obsada aktorska (żołnierz przynoszący rozkaz o kapitulacji)
- Pan Wołodyjowski (1969) - współpraca reżyserska
- Przygody pana Michała (1969) - współpraca reżyserska, obsada aktorska (odc. 2, 7, 10, 13)
- Trzeba zabić tę miłość (1972) - II reżyser
- Janosik (1974) - II reżyser, współpraca reżyserska
- Zwycięstwo (1974) - współpraca reżyserska
- Czerwone ciernie (1976) - współpraca reżyserska
- Polskie drogi (1976-77) - II reżyser (odc. 7-8)
- Wielki podryw (1978) - reżyseria (część: OBECNOŚĆ)
- Ukryty w słońcu (1980) - reżyseria